# Denis Dobrică
Denis Mariusan Dobrică (* 22. Juli 1998) ist ein rumänischer Sprinter, der sich auf den 400-Meter-Lauf spezialisiert hat.

## Sportliche Laufbahn
Erste internationale Erfahrungen sammelte Denis Dobrică im Jahr 2017, als er bei den U20-Balkan-Meisterschaften in Pitești in 48,45 s den fünften Platz über 400 Meter belegte. Anschließend schied er bei den U20-Europameisterschaften in Grosseto mit 48,83 s in der ersten Runde über 400 Meter aus und verpasste mit der rumänischen 4-mal-400-Meter-Staffel mit 3:20,85 min den Finaleinzug. 2019 gewann er bei den Balkan-Hallenmeisterschaften in Istanbul mit der Staffel in 3:15,20 min die Bronzemedaille hinter den Teams aus Kroatien und der Türkei und 2022 belegte er bei den Balkan-Meisterschaften in Craiova in 3:10,19 min den vierten Platz.
In den Jahren 2017 und 2022 wurde Dobrică rumänischer Meister in der 4-mal-400-Meter-Staffel.

## Persönliche Bestzeiten
- 400 Meter: 48,12 s, 7. Juli 2017 in Pitești
  - 400 Meter (Halle): 48,50 s, 17. Februar 2019 in Istanbul